# Колоссальное магнетосопротивление
Колоссальное магнитное сопротивление, КМС (англ. Colossal magnetoresistance, CMR) — квантовомеханический эффект, заключающийся в сильной зависимости электрического сопротивления материала от величины внешнего магнитного поля. Термин применяется в отношении некоторых ферромагнитных и антиферромагнитных полупроводников, обычно оксидов металлов на базе манганитов со структурой перовскита, в отличие от подобного явления в многослойных плёнках — эффект гигантского магнетосопротивления.

## Математическая формулировка
Магнетосопротивлением называют зависимость электрического сопротивления образца от величины приложенного внешнего магнитного поля. Математически его записывают в виде
{\displaystyle \delta _{H}={\frac {\rho (H)-\rho (0)}{\rho (H)}},}
где {\displaystyle \rho (H)} — удельное сопротивление образца в магнитном поле напряженностью {\displaystyle H}. На практике также применяются альтернативные формы записи, отличающиеся знаком выражения и использующие интегральное значение сопротивления (то есть полное электрическое сопротивление образца, а не его удельное значение). Термин колоссальное магнетосопротивление используется для отличия от гигантского, наблюдающегося в пленочных структурах, но так же характеризующегося большими величинами {\displaystyle \delta _{H}} в сравнении с анизотропным магнетосопротивлением.

## Материалы
- La0,67Ca0,33MnOy: {\displaystyle \delta _{H}=127000\%} при температуре 77 К и {\displaystyle \delta _{H}=1300\%} при комнатной температуре[2]
- (Y,Ca)MnO3 [1]
- EuTe [1]
- EuSe: {\displaystyle \delta _{H}\sim 10^{11}\%} при гелиевых температурах[2]